# دیوید کریگ، بارون کریگ از رادلی
دیوید کریگ، بارون کریگ از رادلی (انگلیسی: David Craig, Baron Craig of Radley؛ زادهٔ ۱۷ سپتامبر ۱۹۲۹) فرد نظامی اهل بریتانیا است. وی همچنین برندهٔ جوایزی همچون نشان حمام و نشان امپراتوری بریتانیا شده‌است.